# 초분
"초분"은 1977년에 개봉한 대한민국의 영화이다.

## 캐스팅
- 김희라
- 정혜경
- 윤일봉
- 나시찬
- 엄유신
- 김정하
- 강효실
- 김경란
- 정미경
- 최정미
- 현길수
- 노사강
- 이병만
- 박종우
- 김백수
- 서평석
- 윤일주
- 임해림
- 최일
- 정영국
- 박돌
- 권일수
- 이백